# ゾルムス
ゾルムス (ドイツ語: Solms, [zɔlms]) は、ドイツ連邦共和国ヘッセン州ギーセン行政管区のラーン＝ディル郡の市である。本市はヴェッツラーの西に位置している。
ブルクゾルムスには、ブラウンフェルスを本拠とするゾルムス＝ブラウンフェルス家、リヒを本拠とするゾルムス＝ホーエンゾルムス＝リヒ家の源流であるゾルムス伯領（後に侯領）の城があった。

## 地理

### 位置
ゾルムスはラーンタール（ラーン川の谷）に直接面しており、中低山地のタウヌス山地とヴェスターヴァルトとの間、海抜 140 m から 400 m に位置している。ラーン川がタウヌス山地とヴェスターヴァルトとの境界を形成しているため、ゾルムスの一部はタウヌス山地、他の一部はヴェスターヴァルトに属す。

### 隣接する市町村
ゾルムスは、北はエーリングスハウゼンおよびアスラー、東はヴェッツラー、南はシェッフェングルントおよびブラウンフェルス、西はロイン（いずれもラーン＝ディル郡）と境を接している。

### 市の構成

ゾルムス市の市区地図

本市は以下の市区からなる。
- アルプスハウゼン
- ブルクゾルムス
- ニーダービール
- オーバービール
- オーベルンドルフ

## 歴史
最初の文献記録は、788年にロルシュ修道院の寄進状に遺されている。現在ゾルムス市を形成している村落は、1806年に廃止されるまで何世紀もの間ゾルムス伯領に属していた。
1803年にアルテンベルク修道院が世俗化され、ゾルムス＝ブラウンフェルス侯領が代償として授与された。修道院教会は侯の保護権の下に置かれ、オーバービール福音教会によって利用された。ゾルムス＝ブラウンフェルス家は、そのエルザス＝ロートリンゲンの所領をフランスに奪われた。
1806年、アムト・ブラウンフェルスとアムト・グライフェンシュタインを含むゾルムス＝ブラウンフェルス侯領はナッサウ公国領となったが、早くも1815年にはプロイセン王国領に併合された。侯は身分相応の権利を保持した。この地域は、かつての帝国都市ヴェッツラーとともにプロイセン王国ライン州の飛び地とされた。これは、旧ヴェッツラー郡がライン地方教会に属すという形で現在も反映されている。
1860年代からの経済的隆盛期の後、1920年代に深刻な経済危機が訪れ、多くの鉱山や企業が破産した。操業20年ほどのブルクゾルムスのゲオルクス精練所も解体された。
ヘッセン州の地域再編に伴い、1971年7月1日にアルプスハウゼンとオーバービールが自主的に合併してビールハウゼンが、ブルクゾルムスとオーベルンドルフが合併してゾルムスが成立した。1977年1月1日、州法に基づき、この2つの町とニーダービールが新たな自治体ゾルムスとして統合された。1978年4月11日にこの町に都市権が授与された。

## 行政

### 議会
ゾルムスの市議会は 37議席で構成されている。

### 首長
ヘッセンの自治体法によれば、市長は、自身とゾルムス市の場合11人の名誉職の委員とで構成される委員会の代表者である。2017年現在の市長は2010年8月1日からフランク・インデルタール (SPD) が務めている。

### ゾルムス市青年議会
ゾルムス市の青年議会は2002年から公的な委員会として発足した。この委員会はゾルムスの若者たちの関心事項や懸念事項を政治家たちに提示している。委員は2年ごとにゾルムス在住またはゾルムスの総合学校に在籍する青少年によって選出される。

### 姉妹都市
ゾルムス市は以下の都市と姉妹都市関係にある
- リーツェン（ドイツ語版、英語版）（オーストリア、シュタイアーマルク州）
- ラ・グラン・コンブ（フランス語版、英語版）（フランス、ガール県）
- シュミーデフェルト・アム・レンシュタイク（ドイツ語版、英語版）（ドイツ、テューリンゲン州）

### 紋章
図柄: 金地に7つの青い小四角形が散らされている。直立し、赤い爪と舌で威嚇する青い獅子。それに被せて小盾が配されている。小盾は銀地に2本の赤いハンマー。
金地に青い獅子はゾルムス伯の紋章である。2本のハンマーは、市区部における古い坑夫の伝統を象徴している。赤と銀の配色はロルシュ修道院の色である。オーベルンドルフは8世紀にこの修道院の所領であった。市の紋章は、元はオーベルンドルフの紋章であった。

## 経済と社会資本

### 地元企業
ゾルムス産業パークには、金属加工業者、機械製造業者、建設業者、小売業者が本社を置いている。ギリシアのエラクトール・コンツェルンの環境、エネルギー、塵芥処理部門がゾルムスに本部を置いている。
ゾルムスには、数多くの貸しボート屋があり、ラーン川沿いにはレジャーキャンプ場や小さなテント村を含め自然と親しむキャンプ場が多くある。

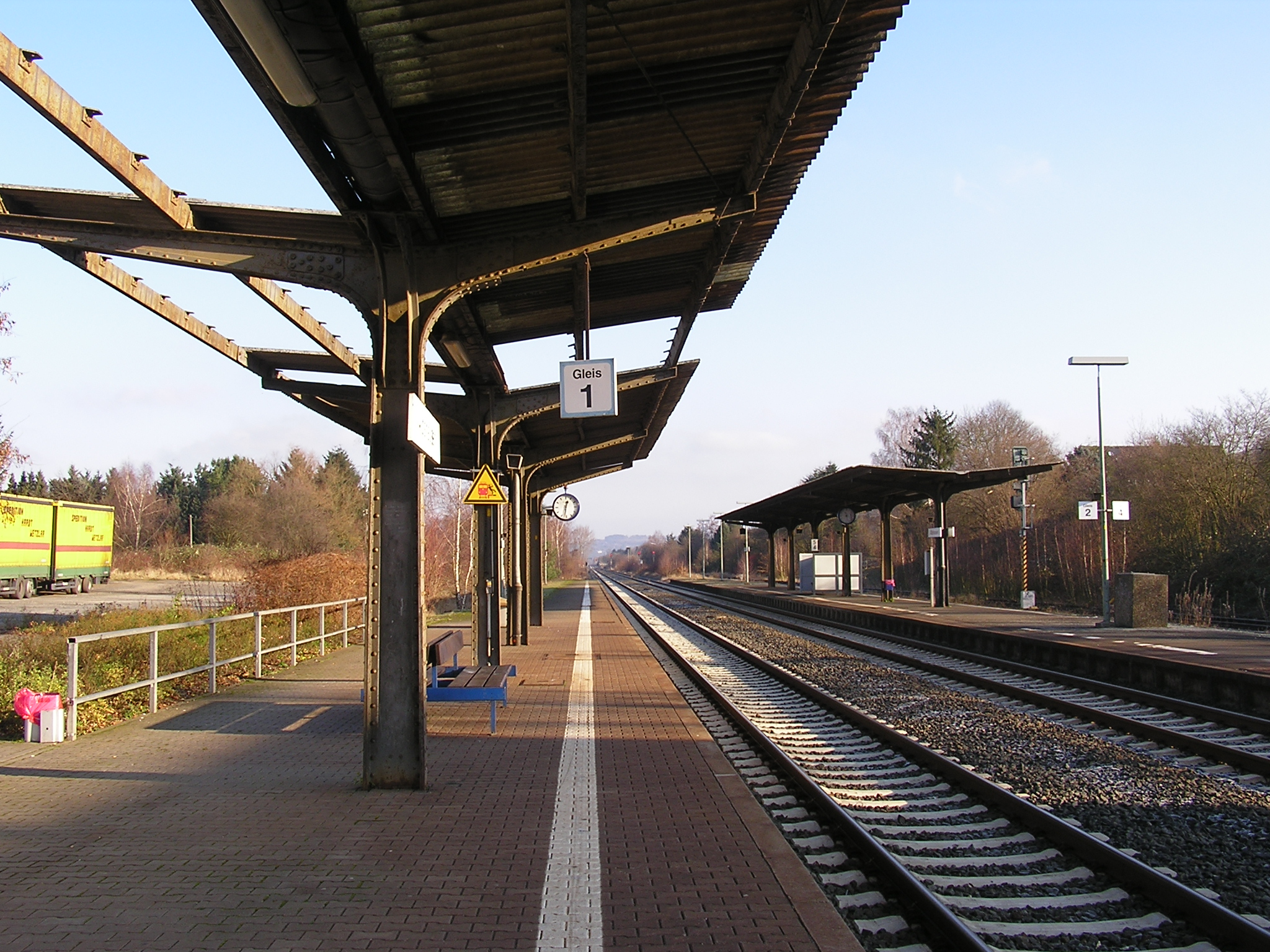
ラーンタール鉄道アルプスハウゼン駅

### 交通
ゾルムスは連邦道 B49号線を使ってアクセスする。この道路にはオーバービールのインターチェンジや他の市区からも進入可能である。
本市は、アルプスハウゼン駅およびブルクゾルムス駅（ともにラーンタール鉄道）によって鉄道に結ばれている。
かつては、アルプハウゼン駅付近でグレーヴェンヴィースバッハ方面へのゾルムスバッハタール鉄道が分岐していた。ゾルムス市内にはこの路線のブルクゾルムス＝オーベルンドルフ駅とブラウンフェルス＝オーベルンドルフ駅があった。この路線は1985年に旅客運行を停止した。1988年には貨物運行も終了した。路線は大部分が撤去されたが、その軌道跡ははっきりと認識できる。

### メディア
ゾルムス向けの日刊紙は、ラーン＝ディル新聞グループのゾルムウス＝ブラウンフェルザーである。これは、ヴェッツララー・ノイエ・ツァイトゥングの地域版である。
さらにゾルムス市では、リヌス・ヴィッティヒ出版によってゾルムサー・ノハリヒテンが週刊で刊行されている。

## 文化と見所

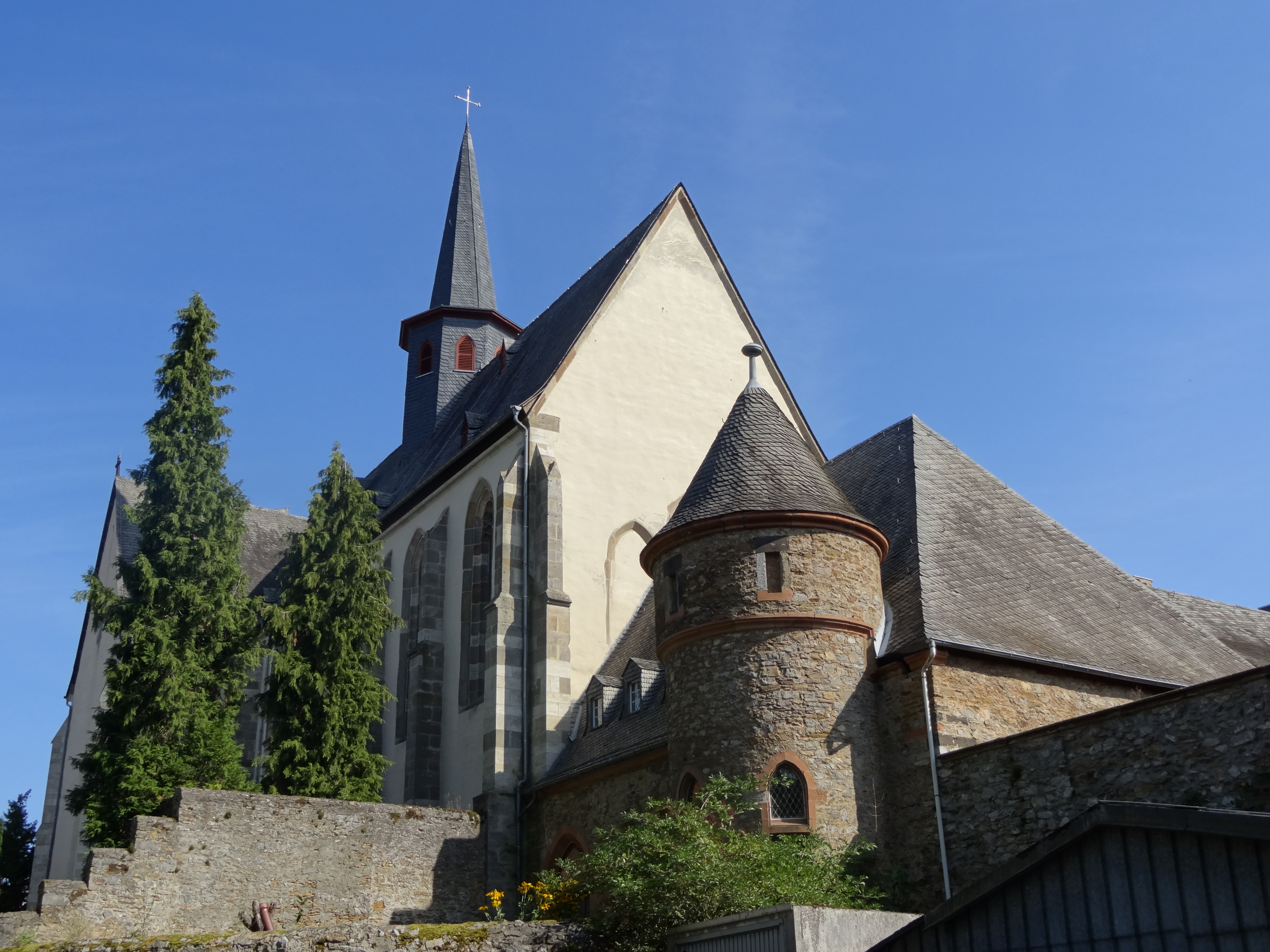
アルテンベルク修道院

### 見所
- アルテンベルク修道院、聖エリーザベトの娘である福者ゲルトルート（ドイツ語版、英語版）の墓所（オーバービール市区）[9]
- 見学鉱山「フォルトゥナ坑」坑道内外博物館がある（オーバービール市区）[10]
- 1000年オーク、ウンター・デン・アイヒェン（アルプスハウゼン市区）
- ユダヤ人墓地（ブルクゾルムス市区）
- 処刑場（絞首台）オーベルンドルフとアルプスハウゼンとの間の街道沿いに1750年頃に設けられた。
- ブルクゾルムス天文台[11]

### ゾルムス工業・郷土博物館

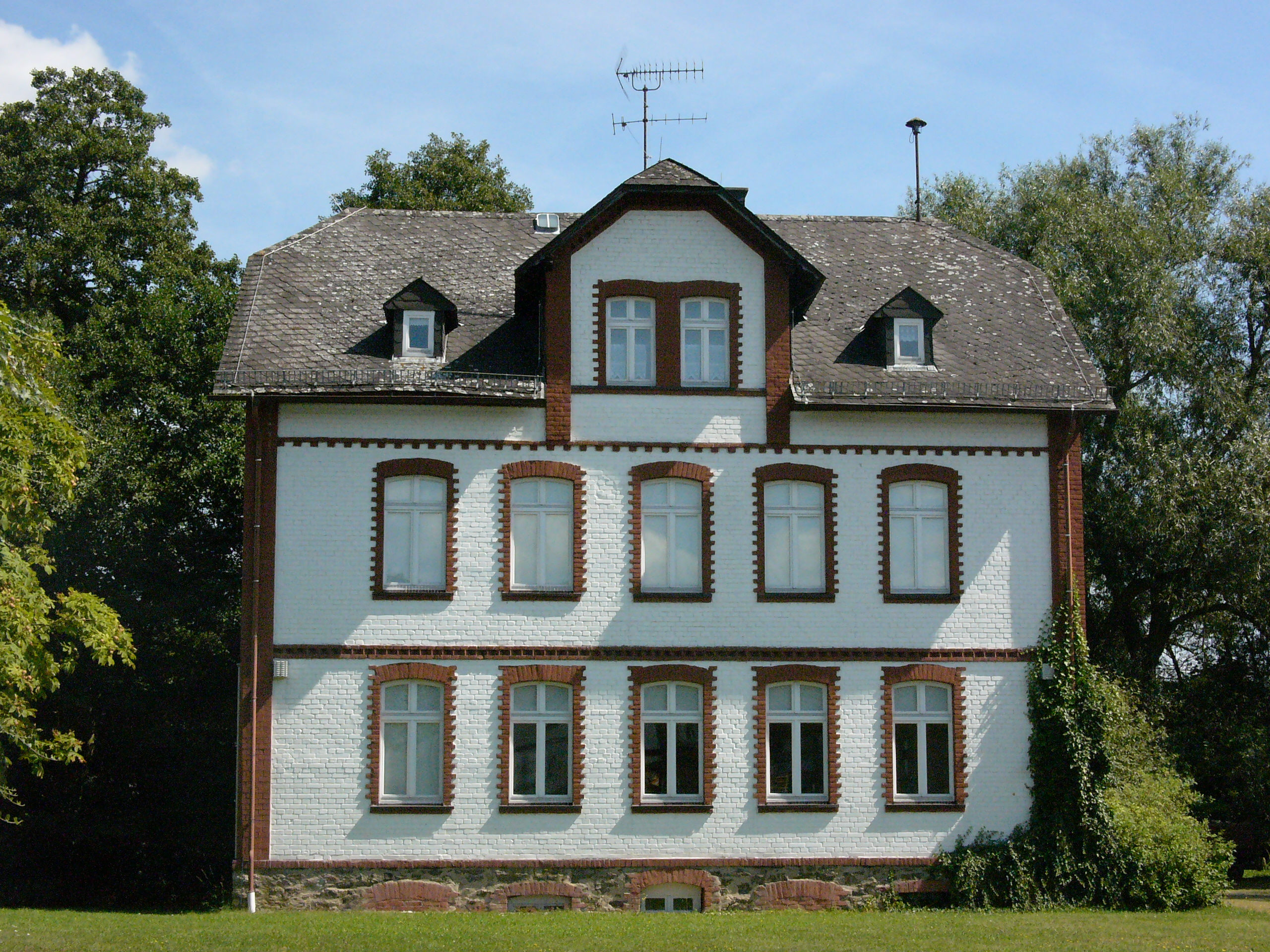
郷土博物館

ゾルムスのブルクゾルムス市区（バーンホーフアレー）にあるこの博物館は2つの部分で構成されている。郷土博物館には1900年頃のゾルムスの生活が展示されている。郷土史やサークルの歴史をテーマとした様々な展示やパフォーマンスが展示を補完している。郷土博物館はかつてのホルマン＝ヴェルクの事務棟に入居している。目玉となる展示品として、おそらく1384年のゾルムス城包囲・破壊時のものとされる石製の砲弾がある。ホルマン＝ハレには工業博物館がある。ホルマン社が1880年代以降に製造した農機具のほかに、たとえば可動状態の蒸気・針金製造器などが展示されている。また、鉄精製や農作物の収穫作業についての展示もある。ジーベンミューレンタールにあった可動状態の水車や、オーベルンドルフ精練所の釘型抜き機などが特筆すべき展示品である。